# 彭索肯鎮區 (新澤西州)
彭索肯鎮區（英語：Pennsauken Township）是位於美國新澤西州康登縣的一個鎮區。

## 地方資料
彭索肯鎮區的面積為31.41平方千米，當中陸地面積為27.14平方千米，而水域面積為4.27平方千米。根據2020年美國人口普查的數據，當地共有人口37074人，而人口密度為每平方千米1,180.32人。